# Matej Kršiak
Matej Kršiak (18. února 1888 Trubín – 24. ledna 1977 Bratislava) byl československý politik a meziválečný poslanec Národního shromáždění za Komunistickou stranu Československa.

## Biografie
Před první světovou válkou byl redaktorem listu Slovenský týždenník, který vydával Milan Hodža. První článek do tohoto v Budapešti vycházejícího listu napsal již jako čtrnáctiletý. Ve věku šestnácti let odešel do Budapešti a živil se tam jako lešenář. Zdokonalil se v maďarštině, byl aktivní v slovenských a českých spolcích v uherské metropoli. Po dalších dvou letech odešel za prací do Německa. Potom narukoval do rakousko-uherské armády. Vystudoval čtyři třídy měšťanské školy a vrátil se do Budapešti. Nastoupil do redakce Slovenského týždenníku, nejprve jako administrátor, později jako redaktor. Zároveň studoval na obchodní akademii.
Za války byl dobrovolně u Lublinu zajat a v ruském zajateckém táboře v Muromi se zapojil do Československých legií, později přešel do bolševického hnutí. Osobně se potkal s Vladimirem Iljičem Leninem.
Vrátil se do vlasti a byl v kontaktu s předáky sociální demokracie. V Kladně se na poradě s Antonínem Zápotockým rozhoduje o tom, že Kršiak bude pověřen vydáváním levicově sociálně demokratického listu na Slovensku. Na Slovensku pracoval v Rolnické bance v Hliníku nad Hronom. Z banky ale odešel, když ho Matej Kováč, tajemník slovenské odborové rady z Ružomberku vyzval, aby redigoval odborářský list Průkopník. Z platu, který za to pobíral a s přispěním sbírek pak začal vydávat i delší dobu plánované noviny, nazvané podle ruského vzoru Pravda. 15. září 1920 vyšlo v Ružomberku první číslo (Pravda chudoby).
Slučovací sjezd KSČ ho roku 1920 zvolil tajemníkem KSČ na Slovensku a Podkarpatské Rusi. Opustil tehdy práci novináře a pracoval jako profesionální funkcionář komunistické strany v Bratislavě a Košicích. Do redakce Pravdy se krátce vrátil v roce 1923, kdy sídlila ve Vrútkách. Pracoval tam tehdy i později šéf KSČ Klement Gottwald.
V době vzniku ČSR patřil do skupiny mladých aktivistů sociální demokracie s takzvanou národní orientací, později označovaných jako nacionální komunisté. V první polovině 20. let patřil k radikálnímu levicovému křídlu, které kritizovalo politiku Bohumíra Šmerala a které bylo radikální i v národnostní politice (kritika Československa coby produktu české buržoazie).
V parlamentních volbách v roce 1925 získal mandát v Národním shromáždění. Podle údajů k roku 1925 byl profesí tajemníkem v Košicích.